# Ludwik Izierski
Ludwik Izierski (ur. 17 października 1873 w Wadowicach, zm. 6 lipca 1946 w Krakowie) – pułkownik audytor Wojska Polskiego.

## Życiorys
Urodził się 17 października 1873 w Wadowicach.
Na stopień nadporucznika audytora został awansowany ze starszeństwem z 1 listopada 1900. Służył wówczas w Galicyjskim Pułku Piechoty Nr 77 w Przemyślu na stanowisku audytora. Na stopień kapitana audytora 2. klasy został awansowany ze starszeństwem z 1 listopada 1902. W dalszym ciągu służył Galicyjskim Pułku Piechoty Nr 77 na stanowisku audytora.
Do 1913 służył w Galicyjskim Pułku Piechoty Nr 57 w Tarnowie na stanowisku audytora. W latach 1912–1913 wziął udział w mobilizacji sił zbrojnych Monarchii Austro-Węgierskiej, wprowadzonej w związku z wojną na Bałkanach. Na stopień majora audytora został awansowany ze starszeństwem z 1 listopada 1913. W tym sam roku został przeniesiony z Armii do cesarsko-królewskiej Obrony Krajowej. W 1914 był szefem Sądu Obrony Krajowej we Lwowie. W latach 1916–1918 był sędzią Sądu Dywizyjnego Obrony Krajowej we Lwowie. Na stopień podpułkownika audytora został awansowany ze starszeństwem z 1 maja 1917.
Od 1 listopada 1918 był kolejno szefem: Sądu Dywizyjnego Wojsk Polskich w Krakowie, Sądu Wojennego Okręgu Generalnego w Krakowie, Sądu Wojskowego Okręgu Generalnego w Krakowie i Wojskowego Sądu Okręgowego Nr V w Krakowie. 29 maja 1920 został zatwierdzony z dniem 1 kwietnia 1920 w stopniu pułkownika, w Korpusie Sądowym, w grupie oficerów byłej armii austro-węgierskiej. 3 maja 1922 został zweryfikowany w stopniu pułkownika ze starszeństwem od 1 czerwca 1919 i 19. lokatą w korpusie oficerów sądowych. Później został mianowany sędzią Najwyższego Sądu Wojskowego w Warszawie.
Został oskarżony o nadużycie władzy na stanowisku szefa WSO V z art. 101 austriackiej ustawy karnej i art. 104 wojskowego kodeksu karnego. Wojskowy Sąd Okręgowy Nr I w Warszawie pod przewodnictwem płk. KS Ernesta Artura Marschalko wydał wyrok uniewinniający. Prokuratura wniosła do Najwyższego Sądu Wojskowego „zażalenie nieważności przeciw temu wyrokowi”. Rozprawa wyznaczona na dzień 15 września 1924 nie odbyła się z powodu śmierci członka rodziny oskarżonego. 18 października 1924 Najwyższy Sąd Wojskowy, po wysłuchaniu referatu płk. KS Stanisława Śliwieńskiego, wniosku prokuratora ppłk KS Pawła Kindelskiego oraz przemówienia obrońcy adw. Stanisława Szurleja, zatwierdził wyrok sądu okręgowego w całej rozciągłości. Później został przeniesiony w stan spoczynku. W 1934, jako oficer stanu spoczynku pozostawał w ewidencji Powiatowej Komendy Uzupełnień Lwów Miasto.
Zmarł 6 lipca 1946 w Krakowie i został pochowany na cmentarzu Rakowickim. Był żonaty, miał córkę.

## Ordery i odznaczenia
- Krzyż Rycerski Orderu Franciszka Józefa z dekoracją wojenną[11]
- Brązowy Medal Zasługi Wojskowej na wstążce Krzyża Zasługi Wojskowej[11]
- Brązowy Medal Zasługi Wojskowej na czerwonej wstążce[7][11]
- Złoty Medal Jubileuszowy Pamiątkowy dla Sił Zbrojnych i Żandarmerii[7][11]
- Krzyż Jubileuszowy Wojskowy[7][11]
- Krzyż Pamiątkowy Mobilizacji 1912–1913[7][11]

Prawdopodobnie był też odznaczony Orderem Odrodzenia Polski.